# Brabham BT49
A Brabham BT49 egy Formula–1-es versenyautó, amelyet a Brabham csapat tervezett és versenyeztetett az 1979-es Formula–1 világbajnokság során, majd ezzel versenyeztek 1980-ban, 1981-ben, és az 1982-es idény egy-egy versenyén is. Pilótái 1979-ben Nelson Piquet és Ricardo Zunino voltak, 1980-ban és 1981-ben az utóbbit váltó Héctor Rebaque, 1982-ben pedig a Rebaque helyére beülő Riccardo Patrese. A jó konstrukciójú autóval Piquet 1981-ben világbajnok tudott lenni.

## Áttekintés
Az autó tervezése azért kezdődhetett meg, mert a csapatfőnök Bernie Ecclestone-nak elege lett az Alfa Romeóból, mint motorpartnerből. A korábbi sikeres partnerkapcsolat ekkor már közel sem működött olyan jól, ráadásul ők is saját gyári csapatot indítottak. Ecclestone attól tartott, hogy az Alfa Romeo saját csapata után csak másodhegedűsök lehetnek, és hogy a saját autóikat a Brabhamnél szerzett ismereteik alapján építik meg. Miután a szívóhatást (ground effect) már minden csapat elkezdte kiaknázni, egyre fontosabb lett a motorerő, és ebben az Alfa Romeo kevésbé jeleskedett. Ezért a BT48-as meglévő elemeinek felhasználásával építettek egy olyan kasztnit, amely a Ford-Cosworth DFV motor köré épült. Ez a motor akkor már egy évtizede volt használatban a sportágban, könnyen karbantartható volt és megbízható, amellett kapott fejlesztéseket is. Méretei és tömege miatt is jól illeszkedett az autóba, mint teherhordó komponens is.
Elődjéhez képest valamivel hosszabb, az oldaldobozai másabbak, az üzemanyagtartálya pedig 205-ről 173 literesre csökkent, az új motor kisebb üzemanyagéhsége miatt. Ez tömegcsökkenéssel is együtt járt. A kasztni alja továbbra is a maximális leszorítóerő elérése mentén épült, eredeti kivitelében az autó oldalán található mozgatható "szoknyák" segítségével. Ezek az elemek nem engedték, hogy a levegő beáramoljon oldalról az autó alá, ami miatt a levegő ritkább maradt, és a szívóhatás is erősödött. A felfüggesztés maradt nagyjából ugyanaz, mint az elődnél, a féktárcsák viszont kívülre kerültek. 1981-től áttértek a teljes egészében szénbetétes fékekre, amellyel már 1976-ban is kísérleteztek, ugyanebben az évben pedig a Michelin gumiabroncsait használták. Eleinte még az Alfa Romeóval közösen tervezett váltót használták, majd idővel lecserélték egy saját építésűre.
A jó eredményeket látva a Ford-Cosworth elkezdte a legújabb motorfejlesztéseit először a csapatnak adni, kvázi gyári támogatást biztosítva ezzel. Így előnybe kerültek a többi olyan csapattal szemben is, akik ugyanilyen motort használtak, de házon belül, vagy egy partnerrel kellett megoldaniuk a tuningolást.

## Alváltozatok
1980-ban debütált a BT49B, amelyben a Weissmann által épített új, transzverzális váltó volt. Az új egység keskenyebb volt, tehát aerodinamikailag kedvezőbb, és a hátsó felfüggesztést is áttervezték miatta. Mindennek ellenére gondok voltak a megbízhatósággal, ezért leginkább csak tartalék autóként használták.
Az 1980-as és 1981-es idények között BT49T néven ebben a kasztniban tesztelték a BMW másfél literes, soros négyhengeres elrendezésű turbómotorját.
Az 1981-es szezonban a BT49C nevű alváltozatot használták. Fontos különbség volt, hogy a kasztni könnyebb lett, miután több komponenst is szénszálasra cseréltek alumíniumról. Mivel ebben az idényben betiltották a mozgatható szoknyákat és előírták, hogy az autók padlólemezének legalább 6 cm-re kell lennie a talajtól, Gordon Murray főtervező megalkotta a hidropneumatikus felfüggesztést, hogy visszanyerjenek valamit az elvesztett szívóhatásból. A rendszer lényege az volt, hogy amikor állt az autó, megfelelt a szabályoknak, menet közben azonban a leszorítóerő miatt alacsonyabbra került. Hátránya az volt, hogy a hatékony működés érdekében a felfüggesztést nagyon keményre kellett venni, amit a pilóták szenvedtek meg. Építettek egy külön kasztnit csak az időmérő edzésekre is, kisebb üzemanyagtankkal és teljesen szénbetétes fékekkel.
1982-ben elkészült a BT49D, amelyben még több lett a szénszálas rész, így annyival könnyebb lett az autó, hogy már ballasztot kellett használni az 580 kg-os minimumtömeg elérése érdekében. A ballaszt egy része az úgynevezett "vízhűtéses fék" trükközés keretein belül került az autóba: a fékek hűtésére hivatkozással kerültek beépítésre víztartályok, csakhogy a vizet hamar elfolyatták, és onnantól kezdve a kasztni sokkal könnyebb lett, és jobban fel tudta venni a versenyt a turbómotoros autókkal. Mivel a szabályok megengedték, hogy a hűtőfolyadékot a verseny utáni mérlegelést megelőzően visszatöltsék, így elméletben a megoldás szabályos volt, a gyakorlatban viszont igen hamar büntetni kezdtek érte.

## Versenyben
Debütálása meglehetősen viharosra sikeredett: Niki Lauda, a csapat akkori pilótája ugyanis az 1979-es szezon utolsó előtti versenyén, Kanadában, mindössze 10 gyakorló kör megtétele után kiszállt az autóból, majd közölte, hogy visszavonul. A helyére a csapat Ricardo Zuninót igazolta le, aki hetedikként ért célba, Piquet pedig kiesett. Az idényzáró amerikai nagydíjat egyik versenyző se fejezte be, bár Piquet megfutotta a leggyorsabb kört.
1980-at Piquet rögtön egy második hellyel nyitotta Argentínában, majd Long Beach-en diadalmaskodni is tudott (ahol a pole-ból indult). Még a holland és az olasz nagydíjakat is képes volt megnyerni, köszönhetően annak is, hogy az autót folyamatosan fejlesztették. Világbajnoki esélyei az utolsó előtti futamon szálltak el Kanadában, ahol motorhiba miatt kiesett. Zuninót gyatra eredményei miatt kirúgták, a helyére a szezon második felétől Héctor Rebaque került, igaz, ő is mindössze egy alkalommal szerzett pontot. A Brabham így csak konstruktőri harmadik lett. Az idény végén Rick Mears IndyCar-pilóta is tesztelte az autót, akinek felajánlották, hogy legyen a csapat pilótája, de ő visszautasította az ajánlatot.
Az 1981-es idény az egyre inkább elharapózó FISA-FOCA háború miatt nehezen indult. A nézeteltérések miatt a Goodyear távozott a sportágból, ráadásul az idény első versenyén Dél-Afrikában nem is vett részt minden csapat. Emiatt ez a futam nem is számított bele a bajnoki küzdelmekbe, hiába lett Piquet második. A következő versenyen, Long Beach-en, a csapat már kipróbálta a hidropneumatikus felfüggesztést, de azt még párhuzamosan használták a hagyományossal, ugyanis sokszor beragadt. Az autók oldalára épített szoknyák ellen a Williams óvást jelentett be, és a sportfelügyelők megállapították, hogy az valóban szabálytalanul rugalmas. Emiatt a Brabham egy merevebbet épített Argentínára, amivel aztán Piquet megnyerte a versenyt. Szezon közben több csapat is elkezdett kísérletezni a hidropneumatikus felfüggesztéssel (az argentin nagydíjon valakik betörtek a Brabham garázsába és alkatrészeket loptak), de aztán a FISA tisztázta a szabályokat, és megengedte, hogy az autó hasmagasságát mindössze egy kapcsolóval lejjebb lehessen ereszteni. A hatalmas terhelésnek kitett kasztni meglepő módon üzembiztos volt, Piquet pedig nagy küzdelemben, mindössze egyetlen ponttal Carlos Reutemann előtt végezve megszerezte Las Vegasban a világbajnoki címet.
Mivel az új építésű BT50-es még elég megbízhatatlan volt a BMW turbómotorjainak gyermekbetegségei miatt, 1982-ben is ezzel az autóval indultak néhány futamon. Piquet megnyerte vele a brazil nagydíjat, de a "vízhűtéses fék" trük miatt a Renault és a Ferrari is megóvta az eredményt, ami miatt utólag kizárták. Ennek hatására a FISA bejelentette, hogy ezután az autókat azelőtt kell mérni, mielőtt feltöltenék őket hűtőfolyadékkal. Ez pedig ahhoz vezetett, hogy a legtöbb Ford-Cosworth DFV motort használó csapat, beleértve a Brabhamet is, bojkottálta a San Marinó-i nagydíjat. A BMW nyomására ez az autó már csak három futamon vett részt, akkor is Patrese vezette, aki Monacóban győzni tudott, Kanadában pedig második lett.

## Eredmények
(félkövérrel jelölve a pole pozíció; dőlt betűvel a leggyorsabb kör)
| Év        | Csapat                  | Motor             | Gumik | Pilóták          | 1   | 2   | 3   | 4   | 5   | 6   | 7   | 8   | 9   | 10  | 11  | 12  | 13  | 14  | 15  | 16  | Pontok | Helyezés |
| --------- | ----------------------- | ----------------- | ----- | ---------------- | --- | --- | --- | --- | --- | --- | --- | --- | --- | --- | --- | --- | --- | --- | --- | --- | ------ | -------- |
| 1979      | Parmalat Racing Brabham | Ford-Cosworth DFV | G     |                  | ARG | BRA | RSA | USW | ESP | BEL | MON | FRA | GBR | GER | AUT | NED | ITA | CAN | USE |     | 0*     | -*       |
| 1979      | Parmalat Racing Brabham | Ford-Cosworth DFV | G     | Niki Lauda       |     |     |     |     |     |     |     |     |     |     |     |     |     | VL  |     |     | 0*     | -*       |
| 1979      | Parmalat Racing Brabham | Ford-Cosworth DFV | G     | Nelson Piquet    |     |     |     |     |     |     |     |     |     |     |     |     |     | KI  | KI  |     | 0*     | -*       |
| 1979      | Parmalat Racing Brabham | Ford-Cosworth DFV | G     | Ricardo Zunino   |     |     |     |     |     |     |     |     |     |     |     |     |     | 7   | KI  |     | 0*     | -*       |
| 1980      | Parmalat Racing Brabham | Ford-Cosworth DFV | G     |                  | ARG | BRA | RSA | USW | BEL | MON | FRA | GBR | GER | AUT | NED | ITA | CAN | USE |     |     | 55     | 3.       |
| 1980      | Parmalat Racing Brabham | Ford-Cosworth DFV | G     | Nelson Piquet    | 2   | KI  | 4   | 1   | KI  | 3   | 4   | 2   | 4   | 5   | 1   | 1   | KI  | KI  |     |     | 55     | 3.       |
| 1980      | Parmalat Racing Brabham | Ford-Cosworth DFV | G     | Ricardo Zunino   | 7   | 8   | 10  | KI  | KI  | NK  | KI  |     |     |     |     |     |     |     |     |     | 55     | 3.       |
| 1980      | Parmalat Racing Brabham | Ford-Cosworth DFV | G     | Héctor Rebaque   |     |     |     |     |     |     |     | 7   | KI  | 10  | KI  | KI  | 6   | KI  |     |     | 55     | 3.       |
| 1981      | Parmalat Racing Brabham | Ford-Cosworth DFV | G M   |                  | USW | BRA | ARG | SMR | BEL | MON | ESP | FRA | GBR | GER | AUT | NED | ITA | CAN | CPL |     | 61     | 2.       |
| 1981      | Parmalat Racing Brabham | Ford-Cosworth DFV | G M   | Nelson Piquet    | 3   | 12  | 1   | 1   | KI  | KI  | KI  | 3   | KI  | 1   | 3   | 2   | 6   | 5   | 5   |     | 61     | 2.       |
| 1981      | Parmalat Racing Brabham | Ford-Cosworth DFV | G M   | Héctor Rebaque   | KI  | KI  | KI  | 4   | KI  | NK  | KI  | 9   | 5   | 4   | KI  | 4   | KI  | KI  | KI  |     | 61     | 2.       |
| 1982      | Parmalat Racing Brabham | Ford-Cosworth DFV | G     |                  | RSA | BRA | USW | SMR | BEL | MON | DET | CAN | NED | GBR | FRA | GER | AUT | SUI | ITA | CPL | 19**   | 9.**     |
| 1982      | Parmalat Racing Brabham | Ford-Cosworth DFV | G     | Nelson Piquet    |     | KIZ | KI  |     |     |     |     |     |     |     |     |     |     |     |     |     | 19**   | 9.**     |
| 1982      | Parmalat Racing Brabham | Ford-Cosworth DFV | G     | Riccardo Patrese |     | KI  | 3   |     |     | 1   | KI  | 2   |     |     |     |     |     |     |     |     | 19**   | 9.**     |
| Források: |                         |                   |       |                  |     |     |     |     |     |     |     |     |     |     |     |     |     |     |     |     |        |          |

* - az 1979-es idényben a Brabham két konstruktőrként is jelen volt, a Brabham-Ford nem szerzett egy pontot sem, ezért nem rangsorolták
** - az 1982-es idényben a Brabham két konstruktőrként is jelen volt, a Brabham-Ford kilencedik lett

## Fordítás
- Ez a szócikk részben vagy egészben  a   Brabham BT49 című angol Wikipédia-szócikk ezen változatának fordításán alapul.  Az eredeti cikk szerkesztőit annak laptörténete sorolja fel. Ez a jelzés csupán a megfogalmazás eredetét és a szerzői jogokat jelzi, nem szolgál a cikkben szereplő információk forrásmegjelöléseként.